# Леонидзе, Георгий Николаевич
Гео́ргий Никола́евич Леони́дзе (груз. გიორგი ნიკოლოზის ძე ლეონიძე; 27 декабря 1899 или 8 января 1900, Патардзеули, Тифлисская губерния, Российская империя — 9 августа 1966[…], Тбилиси) — грузинский советский поэт, академик АН Грузинской ССР.

## Биография
Г. Н. Леонидзе родился 15 (27) декабря 1899 года в селе Патардзеули (ныне Сагареджойский район, Грузия) и до конца своих дней жил в Грузии. В 1913 году окончил Тифлисское духовное училище, в 1918 году — Тифлисскую духовную семинарию. В 1919—1921 годах учился на филологическом факультете Тбилисского университета. В 1921—1922 годах работал помощником начальника литературного отдела Главполитпросвета при Наркомпросе Грузинской ССР. В 1922—1930 годах был редактором литературной газеты «Бахтриони», работал в редакциях журналов «Грдемли», «Дроша», «Экономист Грузии».
В 1939—1951 годах Г. Н. Леонидзе был директором Государственного литературного музея Грузинской ССР. С 1951 года - председатель Правления СП Грузинской ССР. Депутат ВС Грузинской ССР и Тбилисского городского совета. Член правления СП СССР. Действительный член АН Грузинской ССР (1944). Член Советского комитета защиты мира. Член ВКП(б) с 1945 года.
Г. Н. Леонидзе был женат на Ефемии Гедеванишвили, своих дочерей они назвали в честь героинь поэмы Руставели — Нестан и Тинатин, а дочери своих сыновей назвали в честь отца.

## Творчество
Литературной деятельностью Георгий Леонидзе занимался с 1916 года. В 1918 году вошёл в группу грузинских символистов «Голубые роги», но вскоре отошёл от символизма. Общался с известными грузинскими деятелями литературы и искусства: Паоло Яшвили, Ладо Гудиашвили, Симоном Чиковани, Тицианом Табидзе, Николо Мицишвили. В 1924—1925 годах создавал лирические произведения: «Ниноцминдская ночь», «Свидание кипчака», «Цесарка» и др.
В конце 1920-х годов автор, быть может, вынужденно, обращается к теме социализма («Ночь над Загэсом», «У берегов Иори»). Трагедия 1936 года, когда был репрессирован его брат, микробиолог Леон Леонидзе, — сподвигла поэта создать цикл «верноподданнических» стихов, «проникнутых глубоким советским патриотизмом»: «Родину пою» (1936), «Ленину» (1936), «Сталин. Детство и отрочество».
В 1931 году познакомился с Б. Л. Пастернаком, который приехал в Грузию на отдых. Г. Леонидзе на протяжении почти тридцати лет общался с поэтом: они переписывались, приезжали друг к другу в гости, устраивали посиделки и изучали окрестности. Б. Пастернак перевёл 16 стихотворений Георгия Леонидзе на русский язык. Однако когда в октябре 1958 года началась организованная сверху кампания преследования Пастернака, Леонидзе принял в ней участие и выступил на собрании грузинских писателей в Тбилиси с критикой своего друга. Спустя несколько месяцев в феврале 1959 года Пастернак на десять дней приезжал в Грузию, но с ним он уже не встречался .
Леонидзе передал в музей 18 картин грузинского художника Нико Пиросмани: «…это собственность народа, и я не имею права запереть их в своей квартире…»
В послевоенные годы поэт обращается к историческим корням грузинского народа: «Самгори» (1950), «Портохала» (1951), «Бершоула» (1951). Работал над жизнеописаниями грузинских поэтов Бесики (Бесарион Габашвили) и Николоз Бараташвили.
Поэзия Г. Н. Леонидзе проникнута героико-романтическим пафосом, народностью, мужественной сдержанностью, лирической интонацией. В 1962 году опубликовал сборник рассказов «Древо желания». Грузинский режиссер Тенгиз Абуладзе в 1977 году снял одноимённый фильм по мотивам этой книги. По словам режиссера, «„Древо желания“ — фильм о людях, озаренных мечтой. У каждого персонажа свой идеал. Один боготворит небо, другой - землю, одни поклоняются плоти, другие возвышают дух. Одни умерщвляют плоть, другие - душу…»
Умер 9 августа 1966 года в Тбилиси. Похоронен в Пантеоне Мтацминда.

## Память
Имя Георгия Леонидзе носят улица и нижняя часть Парка 9 апреля в Тбилиси, где установлен памятник поэту, Государственный музей грузинской литературы, а также улица в Батуми.

## Награды и премии
- Сталинская премия второй степени (1941) — за эпопею «Сталин. Детство и отрочество» (1939)
- Сталинская премия первой (?) степени (1950) — за сценарий цветного музыкального фильма «Щит Джургая» (1944)
- Сталинская премия второй степени (1952) — за поэмы «Бершоула» (1951) и «Портохала» (1951)
- два ордена Ленина
- орден Трудового Красного Знамени (31.1.1939)
- народный поэт Грузинской ССР (1959)